# Merosargus banksi
Merosargus banksi är en tvåvingeart som beskrevs av James 1936. Merosargus banksi ingår i släktet Merosargus och familjen vapenflugor. Inga underarter finns listade i Catalogue of Life.